# Samtal om salt och järn
Samtalen om salt och järn (kinesiska: 鹽鐵論, pinyin: Yán Tiě Lùn) var en debatt som hölls vid det kejserliga hovet år 81 f.Kr. om den statliga politiken under Handynastin i Kina. Den tidigare kejsaren, Han Wudi, hade upphävt laissez faire-politiken som hans företrädare hade infört och utfärdade en mängd statliga dekret. Han införde monopol för Kinas salt- och järnföretag, prisstabilitetssystem, och skatter på kapital. Dessa åtgärder utlöste en häftig debatt om kejsarens politik. Efter hans död, under barnkejsaren Han Zhaodis regeringstid, sammankallade förmyndarregenten Huo Guang alla forskare i kejsardömet till huvudstaden, för att debattera regeringens ekonomiska politik.
Debatten karakteriserades av två motsatta grupper, reformisterna och modernisterna. De flesta av reformisterna var konfucianska forskare som motsatte kejsaren Han Wudis politik och krävde ett avskaffande av monopolet på salt och järn, ett slut på statens prisstabilitetssystem, och enorma nedskärningar på regeringens utgifter för att minska bördan hos befolkningen. Modernisterna stödde fortsättandet av kejsaren Han Wudis politik för att kunna bevilja vinster hos privata köpmän till statskassan för att finansiera regeringens militär- och kolonisationskampanjer i norr och väster.
Resultaten av dessa debatter var blandade. Även om modernisterna var mestadels framgångsrika och deras politik gick igenom i västra Han efter kejsaren Han Wudi, upphävde reformisterna denna politik i östra Han, med undantag för regeringens monopol på prägling av mynt.